# Playa de Cerrías
La playa Cerrias está situada en el municipio de Piélagos, en la Comunidad Autónoma de Cantabria, España.